# 42611 Manchu
42611 Manchu è un asteroide della fascia principale. Scoperto nel 1998, presenta un'orbita caratterizzata da un semiasse maggiore pari a 2,4389974 au e da un'eccentricità di 0,1447848, inclinata di 2,52415° rispetto all'eclittica.